# Equipes de ginástica artística nos Jogos Olímpicos
A final geral por equipes é uma prova de ginástica artística realizada nos Jogos Olímpicos de Verão. O evento foi realizado pela primeira vez para homens nas terceiras Olimpíadas modernas em 1904, mas só foi disputada por equipes dos Estados Unidos. A partir de 1908, foi competida por várias nações diferentes. A competição feminina foi adicionada em 1928, ignorada em 1932, e readicionada em 1936. Desde então, foi disputada em todos os Jogos Olímpicos.

## Medalhistas

### Masculino

#### Contagem de medalhas por equipe
| Pos. | Nação                    | Ouro | Prata | Bronze | Total |
| ---- | ------------------------ | ---- | ----- | ------ | ----- |
| 1    | Japão (JPN)              | 7    | 4     | 3      | 14    |
| 2    | União Soviética (URS)    | 4    | 5     | 0      | 9     |
| 3    | Itália (ITA)             | 4    | 0     | 1      | 5     |
| 4    | China (CHN)              | 3    | 3     | 2      | 8     |
| 5    | Suíça (SUI)              | 1    | 3     | 1      | 5     |
| 6    | Estados Unidos (USA)     | 1    | 2     | 1      | 4     |
| 7    | Rússia (RUS)             | 1    | 1     | 1      | 3     |
| 8    | Finlândia (FIN)          | 1    | 0     | 5      | 6     |
| 9    | Alemanha (GER)           | 1    | 0     | 0      | 1     |
| 9    | ROC (ROC)                | 1    | 0     | 0      | 1     |
| 9    | Suécia (SWE)             | 1    | 0     | 0      | 1     |
| 9    | Equipa Unificada (EUN)   | 1    | 0     | 0      | 1     |
| 13   | Alemanha Oriental (GDR)  | 0    | 3     | 3      | 6     |
| 14   | Hungria (HUN)            | 0    | 1     | 2      | 3     |
| 15   | França (FRA)             | 0    | 1     | 1      | 2     |
| 15   | Ucrânia (UKR)            | 0    | 1     | 1      | 2     |
| 16   | Bélgica (BEL)            | 0    | 1     | 0      | 1     |
| 16   | Checoslováquia (TCH)     | 0    | 1     | 0      | 1     |
| 16   | Noruega (NOR)            | 0    | 1     | 0      | 1     |
| 19   | Grã-Bretanha (GBR)       | 0    | 0     | 2      | 2     |
| 20   | Romênia (ROU)            | 0    | 0     | 1      | 1     |
| 20   | Equipe Alemã Unida (EUA) | 0    | 0     | 1      | 1     |
| 20   | Iugoslávia (YUG)         | 0    | 0     | 1      | 1     |

### Feminino
| Evento                    | Ouro | Prata | Bronze |
| ------------------------- | --- | --- | --- |
| Amsterdã 1928             | Países Baixos (NED) Estella Agsteribbe Jacomina van den Berg Alida van den Bos Petronella Burgerhof Elka de Levie Helena Nordheim Ans Polak Petronella van Randwijk Hendrika van Rumt Jud Simons Jacoba Stelma Anna van der Vegt | Itália (ITA) Bianca Ambrosetti Lavinia Gianoni Luigina Giavotti Virginia Giorgi Germana Malabarba Carla Marangoni Luigina Perversi Diana Pissavini Luisa Tanzini Carolina Tronconi Ines Vercesi Rita Vittadini | Grã-Bretanha (GBR) Annie Broadbent Lucy Desmond Margaret Hartley Amy Jagger Isobel Judd Jessie Kite Marjorie Moreman Edith Pickles Ethel Seymour Ada Smith Hilda Smith Doris Woods |
| Berlim 1936               | Alemanha (GER) Anita Bärwirth Erna Bürger Isolde Frölian Friedl Iby Trudi Meyer Paula Pöhlsen Julie Schmitt Käthe Sohnemann | Checoslováquia (TCH) Jaroslava Bajerová Vlasta Děkanová Božena Dobešová Vlasta Foltová Anna Hřebřinová Matylda Pálfyová Zdeňka Veřmiřovská Marie Větrovská                                                     | Hungria (HUN) Margit Csillik Margit Kalocsai Ilona Madary Gabriella Mészáros Margit Nagy Olga Törös Judit Tóth Eszter Voit                                                         |
| Londres 1948              | Checoslováquia (TCH) Zdeňka Honsová Marie Kovářová Miloslava Misáková Milena Müllerová Věra Růžičková Olga Šilhánová Božena Srncová Zdeňka Veřmiřovská                                                                           | Hungria (HUN) Erzsébet Balázs Irén Karcsics Anna Fehér Erzsébet Gulyás-Köteles Olga Tass Margit Nagy-Sándor Edit Perényi-Weckinger Mária Zalai-Kövi                                                            | Estados Unidos (USA) Ladislava Bakanic Marian Barone Dorothy Dalton Meta Elste Consetta Lenz Helen Schifano Clara Schroth Anita Simonis                                            |
| Helsinque 1952            | União Soviética (URS) Nina Bocharova Pelageya Danilova Maria Gorokhovskaya Medea Jugeli Ekaterina Kalinchuk Galina Minaicheva Galina Shamrai Galina Urbanovich                                                                   | Hungria (HUN) Andrea Bodó Irén Daruházi-Karcsics Erzsébet Gulyás-Köteles Ágnes Keleti Margit Korondi Edit Perényi-Weckinger Olga Tass Mária Kövi-Zalai                                                         | Checoslováquia (TCH) Hana Bobková Alena Chadimová Jana Rabasová Alena Reichová Matylda Šínová Božena Srncová Věra Vančurová Eva Věchtová                                           |
| Melbourne 1956            | União Soviética (URS) Polina Astakhova Lyudmila Yegorova Lidia Kalinina Larisa Latynina Tamara Manina Sofia Muratova | Hungria (HUN) Erzsébet Gulyás-Köteles Ágnes Keleti Alice Kertész Margit Korondi Olga Lemhényi-Tass Andrea Molnár-Bodó                                                                                          | Romênia (ROU) Georgeta Hurmuzachi Sonia Iovan Elena Leuşteanu Elena Mărgărit Elena Săcălici Emilia Vătășoiu                                                                        |
| Roma 1960                 | União Soviética (URS) Polina Astakhova Lidia Ivanova Larisa Latynina Tamara Lyukhina Sofia Muratova Margarita Nikolaeva | Checoslováquia (TCH) Eva Bosáková Věra Čáslavská Matylda Matoušková Hana Růžičková Ludmila Švédová Adolfína Tačová                                                                                             | Romênia (ROU) Atanasia Ionescu Sonia Iovan Elena Leuşteanu Elena Niculescu Uta Poreceanu Emilia Vătășoiu                                                                           |
| Tóquio 1964               | União Soviética (URS) Polina Astakhova Lyudmila Gromova Larisa Latynina Tamara Manina Elena Volchetskaya Tamara Zamotailova | Checoslováquia (TCH) Věra Čáslavská Marianna Krajčírová Jana Kubičková Hana Růžičková Jaroslava Sedláčková Adolfína Tkačíková                                                                                  | Japão (JPN) Toshiko Aihara Ginko Chiba Keiko Ikeda Taniko Nakamura Kiyoko Ono Hiroko Tsuji                                                                                         |
| Verão de 1968 Mexico City | União Soviética (URS) Lyubov Burda Olga Karaseva Natalia Kuchinskaya Larisa Petrik Ludmilla Tourischeva Zinaida Voronina | Checoslováquia (TCH) Věra Čáslavská Marianna Krajčírová Jana Kubičková Hana Lišková Bohumila Řimnáčová Miroslava Skleničková                                                                                   | Alemanha Oriental (GDR) Maritta Bauerschmidt Karin Janz Marianne Noack Magdalena Schmidt Ute Starke Erika Zuchold                                                                  |
| Munique 1972              | União Soviética (URS) Lyubov Burda Olga Korbut Antonina Koshel Tamara Lazakovich Elvira Saadi Ludmilla Tourischeva | Alemanha Oriental (GDR) Irene Abel Angelika Hellmann Karin Janz Richarda Schmeisser Christine Schmitt Erika Zuchold                                                                                            | Hungria (HUN) Ilona Bekesi Monika Csaszar Marta Kelemen Aniko Kery Krisztina Medveczky Zsuzsa Nagy                                                                                 |
| Montreal 1976             | União Soviética (URS) Maria Filatova Svetlana Grozdova Nellie Kim Olga Korbut Elvira Saadi Ludmilla Tourischeva | Romênia (ROU) Nadia Comăneci Mariana Constantin Georgeta Gabor Anca Grigoraș Gabriela Trușcă Teodora Ungureanu                                                                                                 | Alemanha Oriental (GDR) Carola Dombeck Gitta Escher Kerstin Gerschau Angelika Hellmann Marion Kische Steffi Kräker                                                                 |
| Moscou 1980               | União Soviética (URS) Yelena Davydova Maria Filatova Nellie Kim Yelena Naimushina Natalia Shaposhnikova Stella Zakharova | Romênia (ROU) Nadia Comăneci Rodica Dunca Emilia Eberle Cristina Elena Grigoraș Melita Ruhn Dumitriţa Turner                                                                                                   | Alemanha Oriental (GDR) Maxi Gnauck Silvia Hindorff Steffi Kräker Katharina Rensch Karola Sube Birgit Suss                                                                         |
| Los Angeles 1984          | Romênia (ROU) Lavinia Agache Laura Cutina Cristina Elena Grigoraș Simona Păucă Mihaela Stănuleț Ecaterina Szabo | Estados Unidos (USA) Pamela Bileck Michelle Dusserre Kathy Johnson Julianne McNamara Mary Lou Retton Tracee Talavera                                                                                           | China (CHN) Chen Yongyan Huang Qun Ma Yanhong Wu Jiani Zhou Ping Zhou Qiurui |
| Seul 1988                 | União Soviética (URS) Svetlana Baitova Svetlana Boginskaya Natalia Laschenova Elena Shevchenko Yelena Shushunova Olga Strazheva                                                                                                  | Romênia (ROU) Aurelia Dobre Eugenia Golea Celestina Popa Gabriela Potorac Daniela Silivaș Camelia Voinea | Alemanha Oriental (GDR) Gabriele Fähnrich Martina Jentsch Dagmar Kersten Ulrike Klotz Bettina Schieferdecker Dörte Thümmler                                                        |
| Barcelona 1992            | Equipa Unificada (EUN) Svetlana Boginskaya Oksana Chusovitina Rozalia Galiyeva Elena Grudneva Tatiana Gutsu Tatiana Lysenko | Romênia (ROU) Cristina Bontaș Gina Gogean Vanda Hădărean Lavinia Miloșovici Maria Neculiță Mirela Pașca | Estados Unidos (USA) Wendy Bruce Dominique Dawes Shannon Miller Betty Okino Kerri Strug Kim Zmeskal                                                                                |
| Atlanta 1996              | Estados Unidos (USA) Amanda Borden Amy Chow Dominique Dawes Shannon Miller Dominique Moceanu Jaycie Phelps Kerri Strug | Rússia (RUS) Elena Dolgopolova Rozalia Galiyeva Elena Grosheva Svetlana Khorkina Dina Kochetkova Yevgeniya Kuznetsova Oksana Lyapina                                                                           | Romênia (ROU) Simona Amânar Gina Gogean Ionela Loaieș Alexandra Marinescu Lavinia Miloșovici Mirela Țugurlan                                                                       |
| Sydney 2000               | Romênia (ROU) Simona Amânar Loredana Boboc Andreea Isărescu Maria Olaru Claudia Presăcan Andreea Răducan | Rússia (RUS) Anna Chepeleva Anastasiya Kolesnikova Svetlana Khorkina Yekaterina Lobaznyuk Yelena Produnova Elena Zamolodchikova                                                                                | Estados Unidos (USA) Amy Chow Jamie Dantzscher Dominique Dawes Kristen Maloney Elise Ray Tasha Schwikert                                                                           |
| Atenas 2004               | Romênia (ROU) Oana Ban Alexandra Eremia Cătălina Ponor Monica Roșu Nicoleta Daniela Șofronie Silvia Stroescu | Estados Unidos (USA) Mohini Bhardwaj Annia Hatch Terin Humphrey Courtney Kupets Courtney McCool Carly Patterson                                                                                                | Rússia (RUS) Ludmila Ezhova Svetlana Khorkina Maria Krioutchkova Anna Pavlova Elena Zamolodchikova Natalia Ziganshina                                                              |
| Pequim 2008               | China (CHN) Cheng Fei Deng Linlin He Kexin Jiang Yuyuan Li Shanshan Yang Yilin | Estados Unidos (USA) Shawn Johnson Nastia Liukin Chellsie Memmel Samantha Peszek Alicia Sacramone Bridget Sloan                                                                                                | Romênia (ROU) Andreea Acatrinei Gabriela Drăgoi Andreea Grigore Sandra Izbașa Steliana Nistor Anamaria Tămârjan                                                                    |
| Londres 2012              | Estados Unidos (USA) Gabby Douglas McKayla Maroney Aly Raisman Kyla Ross Jordyn Wieber | Rússia (RUS) Ksenia Afanasyeva Anastasia Grishina Viktoria Komova Aliya Mustafina Maria Paseka | Romênia (ROU) Diana Bulimar Diana Chelaru Larisa Iordache Sandra Izbașa Cătălina Ponor                                                                                             |
| Rio de Janeiro 2016       | Estados Unidos (USA) Simone Biles Gabby Douglas Laurie Hernandez Madison Kocian Aly Raisman | Rússia (RUS) Angelina Melnikova Aliya Mustafina Maria Paseka Daria Spiridonova Seda Tutkhalyan | China (CHN) Fan Yilin Mao Yi Shang Chunsong Tan Jiaxin Wang Yan |
| Tóquio 2020               | ROC (ROC) Lilia Akhaimova Viktoria Listunova Angelina Melnikova Vladislava Urazova | Estados Unidos (USA) Simone Biles Jordan Chiles Sunisa Lee Grace McCallum | Grã-Bretanha (GBR) Jennifer Gadirova Jessica Gadirova Alice Kinsella Amelie Morgan                                                                                                 |

#### Contagem de medalhas por equipe
| Pos. | Nação                   | Ouro | Prata | Bronze | Total |
| ---- | ----------------------- | ---- | ----- | ------ | ----- |
| 1    | União Soviética (URS)   | 9    | 0     | 0      | 9     |
| 2    | Romênia (ROU)           | 3    | 4     | 5      | 12    |
| 3    | Estados Unidos (USA)    | 3    | 4     | 3      | 10    |
| 4    | Checoslováquia (TCH)    | 1    | 4     | 1      | 6     |
| 5    | China (CHN)             | 1    | 0     | 2      | 3     |
| 6    | Alemanha (GER)          | 1    | 0     | 0      | 1     |
| 6    | Países Baixos (NED)     | 1    | 0     | 0      | 1     |
| 6    | ROC (ROC)               | 1    | 0     | 0      | 1     |
| 6    | Equipa Unificada (EUN)  | 1    | 0     | 0      | 1     |
| 10   | Rússia (RUS)            | 0    | 4     | 1      | 5     |
| 11   | Hungria (HUN)           | 0    | 3     | 2      | 5     |
| 12   | Alemanha Oriental (GDR) | 0    | 1     | 4      | 5     |
| 13   | Itália (ITA)            | 0    | 1     | 0      | 1     |
| 14   | Grã-Bretanha (GBR)      | 0    | 0     | 2      | 2     |
| 15   | Japão (JPN)             | 0    | 0     | 1      | 1     |

#### Indivíduos com múltiplas medalhas de equipe
| Pos. | Ginasta                       | Nação                                        | Olimpíadas | Ouro | Prata | Bronze | Total |
| ---- | ----------------------------- | -------------------------------------------- | ---------- | ---- | ----- | ------ | ----- |
| 1    | Polina Astakhova              | União Soviética (URS)                        | 1956–1964  | 3    | 0     | 0      | 3     |
| 1    | Larisa Latynina               | União Soviética (URS)                        | 1956–1964  | 3    | 0     | 0      | 3     |
| 1    | Ludmilla Tourischeva          | União Soviética (URS)                        | 1968–1976  | 3    | 0     | 0      | 3     |
| 4    | Svetlana Boginskaya           | União Soviética (URS) Equipa Unificada (EUN) | 1988–1992  | 2    | 0     | 0      | 2     |
| 4    | Lyubov Burda                  | União Soviética (URS)                        | 1968–1972  | 2    | 0     | 0      | 2     |
| 4    | Gabby Douglas                 | Estados Unidos (USA)                         | 2012–2016  | 2    | 0     | 0      | 2     |
| 4    | Maria Filatova                | União Soviética (URS)                        | 1976–1980  | 2    | 0     | 0      | 2     |
| 4    | Lidiya Ivanova                | União Soviética (URS)                        | 1956-1960  | 2    | 0     | 0      | 2     |
| 4    | Nellie Kim                    | União Soviética (URS)                        | 1976–1980  | 2    | 0     | 0      | 2     |
| 4    | Olga Korbut                   | União Soviética (URS)                        | 1972–1976  | 2    | 0     | 0      | 2     |
| 4    | Tamara Manina                 | União Soviética (URS)                        | 1956, 1964 | 2    | 0     | 0      | 2     |
| 4    | Sofia Muratova                | União Soviética (URS)                        | 1956–1960  | 2    | 0     | 0      | 2     |
| 4    | Aly Raisman                   | Estados Unidos (USA)                         | 2012–2016  | 2    | 0     | 0      | 2     |
| 4    | Elvira Saadi                  | União Soviética (URS)                        | 1972–1976  | 2    | 0     | 0      | 2     |
| 4    | Tamara Zamotaylova            | União Soviética (URS)                        | 1960–1964  | 2    | 0     | 0      | 2     |
| 16   | Simone Biles                  | Estados Unidos (USA)                         | 2016–2020  | 1    | 1     | 0      | 2     |
| 16   | Rozalia Galiyeva              | Equipa Unificada (EUN) Rússia (RUS)          | 1992–1996  | 1    | 1     | 0      | 2     |
| 16   | Cristina Elena Grigoraș       | Romênia (ROU)                                | 1980–1984  | 1    | 1     | 0      | 2     |
| 16   | Angelina Melnikova            | Rússia (RUS) ROC (ROC)                       | 2016–2020  | 1    | 1     | 0      | 2     |
| 16   | Zdeňka Veřmiřovská            | Checoslováquia (TCH)                         | 1936–1948  | 1    | 1     | 0      | 2     |
| 21   | Dominique Dawes               | Estados Unidos (USA)                         | 1992–2000  | 1    | 0     | 2      | 3     |
| 22   | Simona Amânar                 | Romênia (ROU)                                | 1996–2000  | 1    | 0     | 1      | 2     |
| 22   | Amy Chow                      | Estados Unidos (USA)                         | 1996–2000  | 1    | 0     | 1      | 2     |
| 22   | Shannon Miller                | Estados Unidos (USA)                         | 1992–1996  | 1    | 0     | 1      | 2     |
| 22   | Cătălina Ponor                | Romênia (ROU)                                | 2004, 2012 | 1    | 0     | 1      | 2     |
| 22   | Božena Srncová                | Checoslováquia (TCH)                         | 1948–1952  | 1    | 0     | 1      | 2     |
| 22   | Kerri Strug                   | Estados Unidos (USA)                         | 1992–1996  | 1    | 0     | 1      | 2     |
| 27   | Věra Čáslavská                | Checoslováquia (TCH)                         | 1960–1968  | 0    | 3     | 0      | 3     |
| 27   | Erzsébet Gulyás-Köteles       | Hungria (HUN)                                | 1948–1956  | 0    | 3     | 0      | 3     |
| 27   | Olga Tass                     | Hungria (HUN)                                | 1948–1956  | 0    | 3     | 0      | 3     |
| 30   | Svetlana Khorkina             | Rússia (RUS)                                 | 1996–2004  | 0    | 2     | 1      | 3     |
| 31   | Nadia Comăneci                | Romênia (ROU)                                | 1976–1980  | 0    | 2     | 0      | 2     |
| 31   | Ágnes Keleti                  | Hungria (HUN)                                | 1952–1956  | 0    | 2     | 0      | 2     |
| 31   | Margit Korondi                | Hungria (HUN)                                | 1952–1956  | 0    | 2     | 0      | 2     |
| 31   | Jana Kubičková-Posnerová      | Checoslováquia (TCH)                         | 1964–1968  | 0    | 2     | 0      | 2     |
| 31   | Andrea Molnár-Bodó            | Hungria (HUN)                                | 1952–1956  | 0    | 2     | 0      | 2     |
| 31   | Aliya Mustafina               | Rússia (RUS)                                 | 2012–2016  | 0    | 2     | 0      | 2     |
| 31   | Marianna Némethová-Krajčírová | Checoslováquia (TCH)                         | 1964–1968  | 0    | 2     | 0      | 2     |
| 31   | Maria Paseka                  | Rússia (RUS)                                 | 2012–2016  | 0    | 2     | 0      | 2     |
| 31   | Edit Perényi-Weckinger        | Hungria (HUN)                                | 1948–1952  | 0    | 2     | 0      | 2     |
| 31   | Hana Růžičková                | Checoslováquia (TCH)                         | 1960–1964  | 0    | 2     | 0      | 2     |
| 31   | Adolfína Tkačíková-Tačová     | Checoslováquia (TCH)                         | 1960–1964  | 0    | 2     | 0      | 2     |
| 31   | Mária Zalai-Kövi              | Hungria (HUN)                                | 1948–1952  | 0    | 2     | 0      | 2     |
| 43   | Eva Bosáková                  | Checoslováquia (TCH)                         | 1952, 1960 | 0    | 1     | 1      | 2     |
| 43   | Gina Gogean                   | Romênia (ROU)                                | 1992–1996  | 0    | 1     | 1      | 2     |
| 43   | Angelika Hellmann             | Alemanha Oriental (GDR)                      | 1972–1976  | 0    | 1     | 1      | 2     |
| 43   | Karin Janz                    | Alemanha Oriental (GDR)                      | 1968–1972  | 0    | 1     | 1      | 2     |
| 43   | Matylda Matoušková-Šínová     | Checoslováquia (TCH)                         | 1952, 1960 | 0    | 1     | 1      | 2     |
| 43   | Lavinia Miloșovici            | Romênia (ROU)                                | 1992–1996  | 0    | 1     | 1      | 2     |
| 43   | Margit Nagy-Sándor            | Hungria (HUN)                                | 1936–1948  | 0    | 1     | 1      | 2     |
| 43   | Elena Zamolodchikova          | Rússia (RUS)                                 | 2000–2004  | 0    | 1     | 1      | 2     |
| 43   | Erika Zuchold                 | Alemanha Oriental (GDR)                      | 1968–1972  | 0    | 1     | 1      | 2     |
| 52   | Sandra Izbașa                 | Romênia (ROU)                                | 2008–2012  | 0    | 0     | 2      | 2     |
| 52   | Steffi Kräker                 | Alemanha Oriental (GDR)                      | 1976–1980  | 0    | 0     | 2      | 2     |